# Янчук, Николай Андреевич
Никола́й Андре́евич Янчу́к (17 [29] ноября 1859, Седлецкая губерния — 6 декабря 1921, Москва) — российский этнограф, фольклорист, антрополог, литературовед и писатель.

## Биография
Родился 17 (29) ноября 1859 года в крестьянской семье в селе Корница на Подляшье (Константиновский уезд Седлецкой губернии), в местах, где переплелись украинская, польская, русская и белорусская культуры. Отец Николая — Андрей Янчук — был в селе старостой униатской церкви. После основания в Корнице русской школы в 1864 году его сыновья выучились читать и писать по-русски и научили отца, хотя и после этого деловые записки и письма он писал по-польски. Во время проведения властями политики ликвидации унии и перевода верующих Холмской епархии в православие (1875) он был одним из тех, кто держался старой веры, за что подвергся различным притеснениям, телесной экзекуции и заключению в Бельскую тюрьму.
С 1871 года учился в Бельской гимназии, где был одним из первых учеников. Будучи учеником 6-го класса, был рекомендован директором гимназии И. П. Строниным домашним учителем в семью Евгения Николаевича Гарднера, двоюродного брата известно владелицы фаянсового завода; занимался здесь музыкой. В 1879 году вместе с семьёй Гарднеров он переехал в Москву, где был принят в 8-й класс 5-й Московской гимназии. Директор гимназии В. П. Басов уговорил юношу поступить не на медицинский, а на историко-филологический факультет Московского университета. Занимался древне-русской литературой у Н. С. Тихонравова, славянскими наречиями у А. Л. Дювернуа. Кроме того, гостя у отца Д. И. Писарева, Ивана Ивановича, изучил итальянский язык и практиковался в английском..
В 1885 году (или 1884) он окончил университетский курс и был оставлен Тихомировым при университете для подготовке к магистерскому экзамену. Давал частные уроки и стал зарабатывать статистическими работами при Московской городской управе: постоянно участвовал в различных этнографических экспедициях, во время которых занимался сбором фольклорного материала, преимущественно народных песен. Состоял во многих организациях: Обществе драматических писателей и композиторов (1887), Этнографическом обществе (1887), Московском археологическом обществе (1888), Московском обществе истории и древностей российских (1888) и Обществе любителей русской словесности (1896).
В 1889 году выдержал магистерский экзамен и стал преподавать в 6-классной прогимназии, женской гимназии Перепелкиной и в пансионе Тепфер.
С 1892 года работал помощником библиотекаря Румянцевского музея. В 1897—1920 годах был хранителем Дашковского этнографического музея в Москве. С 1889 года был секретарём отдела этнографии Общества любителей естествознания, антропологии и этнографии при Московском университете, при котором в 1901 году он основал музыкально-этнографическую комиссию и руководил ею вплоть до 1920 года.
Был одним из основателей журнала «Этнографическое обозрение» (1889), редактировал его до 1916 года. С 16 апреля 1896 года состоял действительным членом Общества любителей российской словесности.
После Октябрьской революции преподавал в Московском университете, где читал курс лекций по белорусской и украинской литературам. Принимал участие в комиссии по основанию Белорусского государственного университета, а после его открытия в 1921 году занял место профессора кафедры белорусской литературы и этнографии. В 1906 году стал одним из основателей Народной консерватории в Москве.
Особенно большой вклад внёс в изучение песенной культуры крестьян Подляшья, Полесья, Беларуси и Украины. Некоторые народные песни приводит в нотном исполнении. Отстаивал самостоятельность белорусской и украинской культур и народов. Свои литературные произведения писал на русском и полесском языках.

## Произведения
- Малорусская свадьба в Корницком приходе Константиновского уезда Седлецкой губернии. — М., 1885.
- Заметка о старых рукописных песенниках, добытых из Волынской губернии // Киевская старина — № 1. — 1888.
- По Минской губернии // Труды этнографического отдела Общества любителей естествознания, антропологии и этнографии. — Т. 9. — Вып. 1. — 1889.
- Польские ученые музыканты и этнографы. Оскар Кольберг // Этнографическое обозрение. — № 2. — М., 1889.
- Вступительная записка об изучении народной песни и музыки и о деятельности Московской музыкально-этнографической комиссии // Труды музыкально-этнографической комиссии. — Т. 1. — М., 1906.
- Князь Одоевский и его значение в истории русской церковной и народной музыки // Труды музыкально-этнографической комиссии. — Т. 1. — М., 1906.
- Несколько замечаний об источниках изучения первобытной музыки // Труды музыкально-этнографической комиссии. — Т. 1. — М., 1906.
- О мнимо-народных белорусских песнях исторического и мифологического содержания // Сборник Харьковского историко-филологического общества. — Т. 18. — Харьков, 1908.
- О музыке былин в связи с историей их изучения // Русская устная словесность. — Т. 2. Былины. — М., 1919.